# Светлый Путь (Саратовская область)
Све́тлый Путь — хутор в Озинском районе Саратовской области. Входит в состав Чалыклинского муниципального образования.

## География
Хутор находится на расстоянии 19 км к северо-западу от посёлка Модин, административного центра поселения, и 36 км к северо-западу от посёлка городского типа Озинки, административного центра района.

### Часовой пояс
Хутор Светлый Путь, как и вся Саратовская область, находится в часовой зоне МСК+1. Смещение применяемого времени относительно UTC составляет +4:00.

## Население
| 2002 | 2010 |
| ---- | ---- |
| 127  | ↘0   |

### Национальный состав
Согласно результатам переписи 2002 года, в национальной структуре населения казахи составляли 86 % из 127 чел.

## Транспорт
Автомобильная дорога федерального значения А298 и Приволжская железная дорога проходят в 5 км южнее посёлка и связывают его с районным центром Озинки.